# Василє Статі
Васи́лє Стáті, також Василь Миколайович Статі (рум. Vasile Stati; нар. 20 вересня 1939) — молдовський політик, філолог та історик, колишній депутат XIII та XIV скликань Парламенту Молдови. Підтримує ідею молдовенізму — окремішності молдован від румунської нації.

## Життєпис
Народився у молдовсько-російській сім'ї 20 вересня 1939 року. 1961 року закінчив історико-філологічний факультет Державного університету Молдови. Працював у відділі діалектології Інституту мовознавства та літератури Академії наук Молдовської РСР. 1972 року здобув ступінь кандидата філологічних наук. 1991 року захистив докторську дисертацію «Етномовні процеси у Молдовській РСР у зарубіжному суспільствознавстві (досвід вивчення)», написаній в Інституті етнології та антропології Російської академії наук імені Миколи Миклухо-Маклая. У 1994—2000 роках — депутат Парламенту Молдови XIII та XIV скликань.
Досліджує історію Молдови та молдовської мови. Є одним із найпалкіших прихильників молдовенізму — ідеї окремішності молдован від румунів, започаткованої радянським диктатором Йосипом Сталіним в політичних цілях.
2003 року оприлюднив власний молдовсько-румунський словник, у передмові якого різко висловився на підтримку молдовенізму, намагаючись довести, що молдовани та румуни розмовляють різними мовами. Публікація словника викликала шквал критики як у Молдові, так і в Румунії. Науковці Румунської академії заявили, що у молдовській мові наявні ті самі слова, що і в румунській. Голова молдовського Інституту лінгвістики Йон Бербуце заявив, що словник створений у політичних цілях.

## Праці
- 1974 — Ымпрумутурь славе ын граюриле молдовенешть (Împrumuturi slave în graiurile moldovenești)
- 1988 — Limba moldovenească și răuvoitorii ei
- 1991 — Moldovenii din stînga Nistrului
- 1995 — Moldovenii la răsărit de Nistru
- 1998 — Istoria Moldovei în date
- 2002 — Istoria Moldovei — История Молдовы
- 2002 — Moldovenii la est de Nistru
- 2003 — Dicționar moldovenesc-românesc
- 2004 — Istoria Republicii Moldova din cele mai vechi timpuri pînă în zilele noastre
- 2004 — Ștefan cel Mare. Voievodul Moldovei. — Штефан Великий, Господарь Молдовы
- 2007 — Moldovenii din Ucraina. Studiu istorico-geografic și etnodemografic